# Fluorid uranylu
Fluorid uranylu je anorganická sloučenina s chemickým vzorcem UO2F2.

## Příprava
Fluorid uranylu vzniká hydrolýzou fluoridu uranového:
UF6 + 2 H2O → UO2F2 + 4 HF
Lze jej také připravit fluorací oxidu uranového:
UO3 + 2 HF → UO2F2 + H2O

## Vlastnosti
Fluorid uranylu je radioaktivní světle žlutá, nazelenalá pevná látka, intenzita barvy se mění. Fluorid uranylu je velmi rozpustný ve vodě a je hygroskopický. Podle rentgenové krystalografie jsou uranylová centra (UO 2+
2 ) zaplněny šesti fluoridovými ligandy. Při teplotě nad 300 °C se fluorid uranylu rozkládá v závislosti na teplotě a tlaku kyslíku na fluorovodík, oxid uranový nebo oxid uraničito-uranový (U3O8). Fluorid uranylu je toxický, kvůli přítomnosti fluoridových iontů, žíravý a nebezpečný při vdechování, či požití.